# 논짱 도시락
《논짱 도시락》(のんちゃんのり弁 논짱노리벤[*])은 이리에 기와의 일본 만화이다. 1997년부터 1998년까지 텔레비전 드라마로 방송됐으며, 2009년에는 영화로 만들어졌다.

## 줄거리
생활력도 책임감도 없는 남편과 결혼한 여주인공 고마키는 초등학생 딸 노리코(논짱)와 함께 집을 나온다. 꿈인 도시락집을 열기위해 음식점에서 일하며 특유의 생기로 노력해 나간다.

## 영화

### 출연
- 나가이 코마키 - 코니시 마나미 (중학 시절:미즈노 에리나)
- 나가이 노리코(논짱) - 사사키 리오
- 나가이 - 오카다 요시노리
- 가와구치 다테오 - 무라카미 준
- 다마가와 레이카 - 야마구치 사야카
- 기시베 잇토쿠
- 하라 후미요 - 바이쇼 미츠코